# Thierry Culliford
Thierry Culliford, né le 29 décembre 1955 à Uccle (région de Bruxelles-Capitale) en Belgique, est un scénariste de bande dessinée belge.

## Biographie

### Famille
Thierry Culliford naît le 29 décembre 1955 à Uccle, une commune bruxelloise. Il est le fils de Pierre Culliford, dit Peyo, le créateur des bandes dessinées Les Schtroumpfs, Johan et Pirlouit, Benoît Brisefer et Poussy, et de Nine Culliford son épouse et coloriste. 

### Carrière
Il commence sa carrière en créant avec son ancien camarade de classe primaire Frédéric Jannin la série Germain et nous… publiée dans Le Trombone illustré (Supplément du magazine Spirou), puis dans le journal Spirou, en 1977, et qui leur vaut le prix Saint-Michel de l'espoir en 1978.
Depuis 1983, il participe à la réalisation des bandes dessinées imaginées par son père, principalement les aventures des Schtroumpfs. Depuis la mort de Peyo, le 24 décembre 1992, il assure, avec sa sœur Véronique, la continuité de l'œuvre de son père. Coscénariste et coordinateur de l'exécution graphique des bandes dessinées des Schtroumpfs, il relança également, au début des années 1990, les séries de Johan et Pirlouit en coopération avec Yvan Delporte et de Benoît Brisefer, séries délaissées par Peyo depuis plusieurs années.
Il a été membre des Bowling Balls avec, entre autres, Bert Bertrand, lui-même fils d'Yvan Delporte, lequel fut le principal scénariste des Schtroumpfs jusqu'au dixième album (1976).

### Vie privée
Thierry Culliford a trois enfants : deux filles, Olivia et Victoria et un fils, John, qui a participé à la saison 4 de Secret Story sur TF1. Choqué de la participation de son fils à cette émission de téléréalité, il en explique les raisons dans le journal belge Sud Presse.

## Œuvre

### Albums de bande dessinée

#### Collectifs
- Le Trombone illustré, Dupuis, Marcinelle, 3e trimestre 1980
Scénario : collectif dont Thierry Culliford - Dessin : collectif dont Frédéric Jannin - Couleurs : quadrichromie,Réédition augmentée en 2009  (ISBN 978-2-8001-4279-1)
- Il était une fois... Les Belges[32], Le Lombard, Bruxelles, 1980
Scénario : collectif dont Thierry Culliford - Dessin et couleurs : collectif,Participation : Gardez votre cravate, monsieur.

### Livres Jeunesse

#### Grandir avec les Schtroumpfs
Grandir avec les Schtroumpfs est une série de dix histoires de 40 pages chacune publiées chez Le Lombard à partir d'août 2020 et destinés aux enfants à partir de trois ans. Dans ces histoires, les Schtroumpfs sont confrontés à des problèmes de la vie quotidienne, du type de ceux que peuvent également rencontrer les jeunes enfants. Chaque album s'accompagne d'un dossier pédagogique rédigé par Diane Drory.
Scénario : Thierry Culliford, Falzar - Dessin : Antonello Dalena
Liste des titres :
- Le Schtroumpf qui avait peur du noir  (ISBN 9782390570004)
- Le Schtroumpf qui était maladroit  (ISBN 9782390570011)
- Le Schtroumpf qui n'aimait que les desserts  (ISBN 9782390570028)
- La Schtroumpfette est un Schtroumpf comme les autres  (ISBN 9782390570035)
- Le Schtroumpf qui trouvait tout injuste  (ISBN 9782390570042)
- Le Schtroumpf qui racontait des mensonges  (ISBN 9782390570059)
- Le Schtroumpf qui voulait tout tout de suite  (ISBN 9782390570066)
- Le Schtroumpf qui jetait ses déchets n'importe où  (ISBN 9782390570073)
- Le Schtroumpf qui avait perdu un ami  (ISBN 9782390570080)
- Le Schtroumpf qui se sentait rejeté  (ISBN 9782803680320)
- Le Schtroumpf qui était jaloux, 2024  (ISBN 9782390570523)

### Discographie
Une discographie détaillée est disponible sur le site discogs.com.

#### La Schtroumpf Party
Après avoir disparu de la télévision française, à la suite du dépôt de bilan de La Cinq en avril 1992, Les Schtroumpfs reviennent sur France 2 à partir du 4 janvier 1995.
Profitant de l'été, Thierry Culliford lance en collaboration avec la chaîne "La Schtroumpf party" disponible en CD  (EAN 3259119154020). Il s'agit d'une compilation de tubes dance des années 1990, avec des paroles françaises signées C. Delatour/Véronique et T. Culliford. Éd. IMPS 1995 France Télévisions Distribution. Deux autres compilations suivront en 1996 et 1997.

## Réception

### Prix et distinctions
- 1978 :  prix Saint-Michel de l'espoir avec Frédéric Jannin pour Germain et nous...[2],[5].

#### Livres
: document utilisé comme source pour la rédaction de cet article.
- Henri Filippini, Dictionnaire de la bande dessinée, Paris, Bordas, 1989, 731 p., ill. (ISBN 2-04-018455-4, OCLC 1244909550, BNF 35065653, présentation en ligne), p. 529, 605
- Jean-Louis Lechat, Un demi-siècle d’aventures t. 2 : 1970 - 1996, Bruxelles, Le Lombard, 5 décembre 1996, 224 p., ill. ; 31 cm (ISBN 280361233X, OCLC 37995939, BNF 37539082, présentation en ligne), p. 68, 175, 181, 186. .
- Jean Pirotte (dir.) et Luc Courtois, Du régional à l'universel. : L'imaginaire wallon dans la bande dessinée., Louvain-la-Neuve, Fondation wallonne Pierre-Marie et Jean-François Humblet, 1999, 310 p. (ISBN 978-2-9600072-3-7 et 2960007239, OCLC 1075833932), p. 213 lire sur Google Livres
- Jacques Fiérain, « Culliford, Thierry », dans La BD à Bruxelles et en Brabant, Charleroi, Éd. l'Âge d'or, avril 2003, 144 p., ill. ; 31 cm (ISBN 9782960119664 et 2960119665, OCLC 470388171, présentation en ligne), p. 23.
- Patrick Gaumer, « Culliford, Thierry », dans Dictionnaire mondial de la BD, Paris, Larousse, 2010, 953 p., ill. ; 27 cm (ISBN 978-2-0358-4331-9 et 2-0358-4331-6, OCLC 920924930, présentation en ligne), p. 73, 241, 361, 444, 458, 670, 759.
- Philippe Mellot, Michel Denni, Laurent Turpin et Isabelle Morzadec, Trésors de la bande dessinée : BDM 2023-2024 - Catalogue encyclopédique et Argus, Paris, Les Arènes, novembre 2022, 23e éd., 1677 p., ill. ; 23 cm (ISBN 9791037507280, OCLC 1351462460, présentation en ligne), p. 149, 150, 541, 678, 1124, 1527. .

#### Périodiques
- Jean-Louis Lechat, « Les têtes de séries : Le Schtroumpf cuvée 40e anniversaire paraît au Lombard », La Lettre - L'officiel de la bande dessinée, Dargaud, no 44,‎ novembre - décembre 1998, p. 23.
- Hugues Dayez, « Les Aventures d'un journal : Et Germain débarqua dans Spirou », Spirou, Dupuis, no 4041,‎ 23 septembre 2015, p. 21.

#### Articles
- Thierry Culliford (interviewé par Didier Pasamonik), « Thierry Culliford (Studio Peyo) : « Les Schtroumpfs doivent être lus au premier degré. » », ActuaBD,‎ 13 juillet 2011 (lire en ligne, consulté le 14 novembre 2022)
- Thierry Culliford et Luc Parthoens (interviewés par Brieg F. Haslé), « Entretien avec Thierry Culliford et Luc Parthoens », Auracan,‎ 2 avril 2015 (lire en ligne, consulté le 14 novembre 2022)
- Jean-Laurent Truc, « Thierry Culliford - appareil critique », ligne claire,‎ 24 décembre 2020 (lire en ligne, consulté le 14 novembre 2022)
- Alexis Seny, « Étiquette : Thierry Culliford - appareil critique », Branchés Culture,‎ 5 juillet 2022 (lire en ligne, consulté le 14 novembre 2022).